# Pluto (comedia)
Pluto (griego clásico Πλοῦτος Ploutos, latín Plutus) es una comedia escrita hacia el 380 a. C. por el autor griego Aristófanes. La obra está protagonizada por Pluto, el dios griego de la riqueza, y como la mayoría de sus obras, es una sátira política de la Atenas de la época que incluye un maestro estúpido, un esclavo insubordinado y muchos ataques a la moral de entonces.
Los personajes principales son Cremilo (Χρεμύλος), ciudadano ateniense anciano, y su esclavo Cario (Καρίων). Cremilo se ve a sí mismo y a su familia como virtuosos pero pobres. Está preocupado por ello y pide consejo a un oráculo. La obra comienza justo después de haber recibido el consejo de seguir al primer hombre con el que se encuentre y convencerle de que le acompañe a su casa. Este hombre resulta ser el dios Pluto.
La primera parte de la obra examina cómo la riqueza no es repartida entre los virtuosos, ni necesariamente entre los no virtuosos, sino que distribuida aleatoriamente. Cremilo está convencido de que si se restituyera la vista a Pluto, estos errores podrían rectificarse y el mundo sería un lugar mejor.
La segunda parte presenta a la diosa Penia, personificación de la Pobreza y la Necesidad, quien refuta el razonamiento de Cremilo de que es mejor ser rico, argumentando que sin pobreza no habría esclavos (pues todos ellos podrían comprar su libertad) ni tampoco comidas o bienes lujosos (pues nadie trabajaría si todos fueran ricos).  
Finalmente, se muestra a Pluto con su vista sanada. Pluto da riquezas a algunos y se las quita a los que ve que no son virtuosos. Esto hace que surjan comentarios rencorosos y clamores de injusticia por parte de los que han perdido sus riquezas.
La obra se habría representado ante los dirigentes atenienses de la época. Casi todos ellos habrían sido ricos, y muchos no habrían sido virtuosos. Aristófanes guarda deliberadamente para ellos sus más mordaces ataques.

## Traducciones
La obra fue traducida en verso latino por un entonces joven humanista portugués, Miguel Cabedo de Vasconcelos. También la tradujo al castellano a fines del siglo XVIII el helenista español Pedro Estala.